# Радонеж (православная гимназия)
«Радонеж» — православная классическая гимназия, первая православная негосударственная гимназия в России, основанная в 1990 году по благословению Святейшего Патриарха Московского и Всея Руси Алексия II.

## История гимназии
Учредитель — Православное братство «Радонеж» во главе с Никифоровым Евгением Константиновичем. Одним из первых педагогов был Евгений Авдеенко. В 1990 году в гимназию пришло учиться 280 человек.
Гимназия «Радонеж» имеет лицензию и государственную аккредитацию в качестве центра образования, по окончании обучения выпускники получают аттестат о полном среднем образовании государственного образца.
Гимназия награждена грамотой Правительства Москвы за заслуги в духовно-нравственном просвещении и пропаганду отечественной культуры, стала победителем III Шекспировского фестиваля школ Москвы, победителем Фестиваля театральных коллективов православных учебных заведений Москвы под председательством Н. С. Михалкова, лауреатом Международной выставки «Школа-2000». Сотрудники и учащиеся гимназии неоднократно награждались Патриаршими наградами и грамотами, а также грамотами Отдела Религиозного образования и катехизации Московской Патриархии.
Кроме общеобразовательной программы, соответствующей государственному образовательному стандарту, в гимназии изучаются английский, немецкий, церковнославянский и латинский языки. Расширена программа курса мировой художественной культуры: в неё включены обязательное посещение музеев, тематические экскурсии, различные спецкурсы.
В 1993 году в гимназии «Радонеж», впервые после долгого периода государственного безбожия, был освящен школьный домовый храм во имя св. апостола и евангелиста Иоанна Богослова. Духовное воспитание — молитва, пост, участие в богослужениях и церковных таинствах — важное направление гимназического воспитания. Весь распорядок внутренней жизни школы соотнесен с годичным литургическим кругом Русской Православной Церкви.
В своей работе гимназия ориентируется на высокий образовательный уровень, ставит своей целью воспитание детей в духе Православия, формирование у них активной жизненной позиции, духа патриотизма, подготовку выпускников к ответственному социальному служению.
2 сентября 2020 года состоялось празднование 30-летия со дня освящения Православной классической гимназии «Радонеж».

## Руководство школы

### Директора
- Сысоев, Алексей Николаевич — 1991—2005, в 1993 г. принял сан священника.
- Московцева, Наталья Ивановна — сентябрь — октябрь 2005, и. о. директора.
- Никифоров, Евгений Константинович — октябрь 2005 — август 2006.
- Тишков, Михаил Борисович — с августа 2006 г.

## Известные выпускники
- Володин, Андрей Юрьевич — преподаватель Истфака МГУ.
- Рогожина, Анна Алексеевна — руководитель российской делегации Всемирного Православного Молодёжного движения «Синдесмос».